# Hofje van Bakenes
Le Hofje van Bakenes ou Bakenesserkamer est un hofje (hospice) sis dans le vieux centre de Haarlem, le long du canal Bakenessergracht, à peu de distance du musée Teyler. Ce hofje est le plus ancien parmi la vingtaine de hofjes qui subsistent encore des quelque 40 hofjes que comptait autrefois la ville de Haarlem. Le site actuel, composé de treize maisonnettes agencées selon trois ailes en équerre autour d’un patio carré herbeux, date du milieu du XVIIe siècle.

## Histoire
Le hofje d’origine, fondé en exécution des dispositions testamentaires du riche marchand Dirck van Bakenes (ou Dirc van Bakenesse), fut construit en 1395 par les soins de sa veuve et de ses deux fils. La mention la plus ancienne qui en est faite se trouve dans la Description de Haarlem de Samuel Ampzing, de 1628, où l’auteur affirme avoir établi une copie du stichtingsbrief (c’est-à-dire de la charte fondatrice – perdue depuis lors) de ce hofje. Dans les archives du Hofje van Gratie – hospice qui tomba sous la pioche des démolisseurs en 1960 pour faire place à une nouvelle aile de la bibliothèque publique –, plus exactement dans sa stichtingsbrief de 1554, il est spécifié que ce hofje était géré « par la municipalité de Haarlem de la même façon que le Hofje van Bakenes ». À travers d’autres archives l’on apprend par ailleurs que les toitures de chaume furent remplacées par des couvertures de tuiles en 1610, et qu’une restauration majeure ou reconstruction eut lieu en 1657, laquelle date apparaît être l’année de construction de l’édifice actuel. 
Le hofje comprenait à l’origine 13 maisonnettes propres à loger 20 femmes, mais à la suite de la reconstruction de 1657, une des maisons fut réaménagée en logis pour l’intendant (regentenkamer), ne laissant plus de place disponible que pour 12 pensionnaires.

## Site actuel

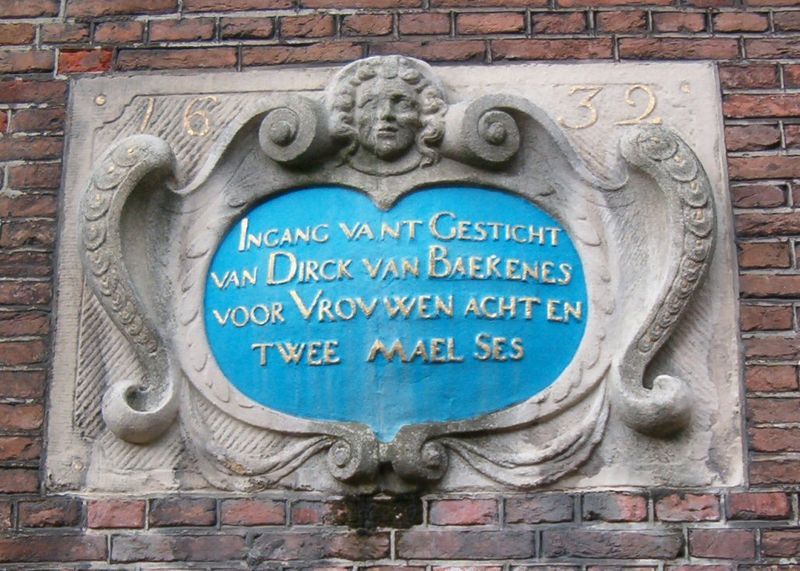
Panonceau au-dessus de la porte d’entrée rue Bakenessergracht.

Le hofje, situé dans la vieille ville de Haarlem sur le canal Bakenessergracht, et jouxtant le bâtiment (moderne) du théâtre Toneelschuur et celui de la Philharmonie de Haarlem, consiste en 13 maisons contiguës, de style traditionnel sobre, sans étage, formant trois ailes en retour d’équerre. Le hofje a deux entrées, dont celle sur la ruelle Wijde Appelaarsteeg (au sud) est la principale ; le portail de celle-ci est couronné d’un fronton cintré soutenu par des pilastres, qui enserre un panonceau portant l’énigmatique inscription suivante (l’autre porte d’entrée, sur le Bakenessergracht, de simple apparence celle-là, est dotée d’un panonceau semblable) : 
Ingang vant Gesticht
van Dirck van Baekenes
voor Vrouwen acht en
twee mael ses.
Soit : « Entrée de l'hospice / de Dirck van Baekenes / pour des dames huit et / deux fois six ». 
Cette épigramme a deux sens parallèles :

- (8 + 2) × 6 = 60, l’âge minimal que devait avoir atteint une femme pour être accueillie ici ;
- 8 + (2 × 6) = 20, le nombre total de femmes que le hofje est capable d’héberger.

Le hofje est en accès libre le jour, hormis les dimanches.